# Bidar

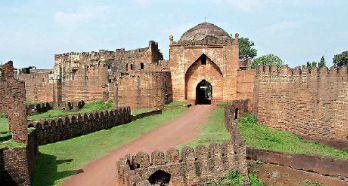
Wejście do fortu w Bidarze

Bidar (język kannada: ಬೀದರ, urdu: بیدار) – miasto położone na płaskowyżu Dekan w południowoindyjskim stanie Karnataka. Stolica dystryktu o tej samej nazwie.

## Zabytki
- Twierdza wzniesiona w latach 1426 – 1432[1] przez Ahmada I Szaha[2].
- Madrasa Mahmuda Gawana.
- XV-wieczna brama Takht-e Kirmani, ozdobiona arabeskami i motywami roślinnymi.